# Szczęśliwego Nowego Jorku (album)
Szczęśliwego Nowego Jorku – ścieżka dźwiękowa do filmu komediowego Janusza Zaorskiego, Szczęśliwego Nowego Jorku. 
Autorem muzyki jest Marek Kościkiewicz. Utwory użyte w filmie Szczęśliwego Nowego Jorku zostały wykonane przez m.in. Arura Gadowskiego, Grzegorza Guzińskiego, Golden Life.

## Lista utworów
1. Artur Gadowski - Szczęśliwego Nowego Jorku
2. China Town - motyw instrumentalny
3. Grzegorz Guziński - I'm coming straight from my culture - Part I
4. Cukier - motyw instrumentalny
5. Golden Life - Escape
6. Żona profesora - motyw instrumentalny
7. Aya RL - Ameryka
8. Golden Life - Shake down the guns
9. Lech Stawski - Biała mewa
10. Grzegorz Guziński - I'm coming straight from my culture - Part II
11. Golden Life - Follow me to the Riverland
12. Pivo - Słońce, które znasz
13. T.Love - Stany
14. Roan - Wysoko ponad świat
15. Raz, Dwa, Trzy - Pod niebem[1]